# Тероль, Нико
Николас «Нико» Тероль Пейдро (исп. Nicolás Terol Peidro; род. 27 сентября 1988 года, Алькой, Валенсия, Испания) — испанский мотогонщик, последний чемпион мира по шоссейно-кольцевым мотогонкам серии MotoGP в классе 125cc (2011). Последний гонщик, выигравший чемпионат мира на Aprilia. В сезоне 2014 выступал в классе Moto2 за команду «Mapfre Aspar Team Moto2» под номером 18. На сезон 2015 перешел в класс WSBK, присоединившись к команде «Althea Ducati».

## Биография
Карьера Нико Тероля до появления в MotoGP развивалась постепенно, начиная с низших классов испанского чемпионата, до четвертого места в общем зачете Чемпионата Испании в классе 125 см3 в 2004 году. В том же году гонщик дебютировал в чемпионате мира, выступив на Гран-При Валенсии по wildcard. Первый полный сезон провел в следующем, 2005 году, выступая на мотоцикле Derbi.
Настоящий прорыв в карьере наступил в 2008 году после смены мотоцикла на Aprilia, когда Тероль получил 5 подиумов, в том числе свою первую победу — на мокрой гонке Гран-При Индианаполиса. В результате, Нико занял 5-е место в общем зачете.
Следующий сезон 2009 года, был успешнее предыдущего: одна победа и 3 подиумы позволили Нико подняться на 3-е место.
2010 год Нико Тероль провел в борьбе за чемпионство со своим соотечественником Марком Маркесом, однако вынужден был уступить ему через хуже проведенную вторую половину сезона.
Сезон 2011 года начался для Тероля удачно — он выиграл первые 4 из 5 гонок. За 1 этап до окончания чемпионата Нико одержал свой первый в карьере чемпионский титул, который оказался последним в истории класса 125 сс, поскольку уже со следующего сезона он был заменен классом Moto3.
Следующий сезон Тероль перешел к высшему классу — Moto2, пересев на мотоцикл Suter. Этот сезон оказался тяжелым, хотя в последней гонке сезона в Валенсии спортсмен и завоевал подиум.